# Robert Stauch
Robert Stauch (* 25. September 1898 in Katzenelnbogen; † 1. Mai 1981 ebenda) war ein deutscher Politiker der CDU.
Stauch trat zum 1. April 1933 der NSDAP bei (Mitgliedsnummer 1.795.786).
In der Nachkriegszeit gehörte er als CDU-Mitglied dem Deutschen Bundestag seit dessen erster Wahl 1949 bis 1965 an. Er vertrat als stets direkt gewählter Abgeordneter den Wahlkreis Westerburg im Parlament. Zudem war er langjähriger Bürgermeister von Katzenelnbogen.